# Lørenskog község
 Lørenskog község egy község Norvégia Akershus megyéjében, a Romerike régió része. A község adminisztratív központja Lørenskog. A község 1908. január 1-jén lett különálló Skedsmo községtől.

## Általános információk

### Név
A község (eredetileg a plébánia) a régi Leirheimr farmról lett elnevezve (a farm már nem létezik). A név első tagja a leirr, melynek jelentése "agyag", míg a heimr tag jelentése "farm". A Leirheimr jelentése: "agyagföldre épült farm". A "fa" jelentésű -skógr képzőt később csatolták hozzá, ezzel a jelentés "a Leirheimr farmot övező erdőségek"-re változott. 1918 előtt a község nevét Lørenskogennek írták.

### Címer
A község címerét 1957. július 26-án fogadták el. A címer egy piros vízkereket ábrázol arany mezőn. A község gazdaságának fontos részét alkották a vízkerekek hajtotta fűrészmalmok.

## Földrajz
A község Oslótól keletre helyezkedik el, a fővárosba vezető több fő útvonal keresztülhalad a községen. Szinte az összes lakos Lørenskog északi részén él, a község déli része erdőségből és farmokból, valamint gabonaföldekből áll. A községben álló Lørenskog állomás egy fontos vasúti megálló. Lørenskogon belül ismert még Losby, elsősorban vízkerekeiről, melyek a község címerében is helyet kaptak. A Losby Golf and Country Club is a községben található.

## Település
2006 és 2008 között Lørenskog települést felújították. Felépült egy bevásárlóközpont, egy buszpályaudvar, valamint az új Mailand felső középiskola.

## Oktatás
Lørenskog község területén több iskola található. Jelenleg hét állami elemi iskolája, négy állami középiskolája (Kjenn, Hammer, Løkenåsen és Fjellhamar településekben) van. Továbbá két felső középiskola működik itt, a Lørenskog, valamint a Mailand felső középiskola (upper secondary school).

## Híres személyek
- Henning Berg, labdarúgó
- John Carew, labdarúgó
- Pal Grotnes, jégkorongkapus
- Ingrid Hjelmseth, női labdarúgó
- Johann Olav Koss, gyorskorcsolyázó
- M2M, popduó
- Trygve Madsen, zeneszerző
- Maria Mena, popelőadó
- Hege Riise, világbajnok női labdarúgó

## Testvérvárosok
- - Garching bei München, Bajorország, Németország[5]
- - Järvenpää, Etelä-Suomi, Finnország[6]
- - Rødovre, Hovedstaden régió, Dánia[7]
- - Täby, Stockholm megye, Svédország[8]